# La Berra
La Berra – szczyt w Alpach Fryburskich, części Alp Zachodnich. Leży w Szwajcarii w kantonie Fryburg.

## Położenie
Szczyt La Berra wznosi się w bocznym grzbiecie Alp Fryburskich, biegnącym w kieunku północnym i schodzącym ostatecznie w widły Sarine i Gérine. Leży w granicach dystryktu Gruyère, ok. 15 km na południe od Fryburga. Jego północne zbocza należą do gminy La Roche, natomiast południowe – do gminy Val-de-Charmey.

## Nazwa
Nazwa góry pochodzi z ludowej łaciny, w której określenie berria oznacza „ziemię prawie lub wcale nieuprawianą, nieużytek”.

## Charakterystyka
Szczyt La Berra stanowi kulminację dość rozległego i mocno rozczłonkowanego masywu górskiego. Jego stoki zachodnie są odwadniane przez wiele drobnych cieków wodnych, uchodzących do zbiornika zaporowego Gruyère, a południowe – dopływami potoku Javro. Na północno-wschodnich zboczach masywu znajdują się liczne źródliska wspomnianej Gérine (tu nazywanej z niemiecka Ärgera).
Stoki masywu w większości porastają lasy. Wierzchołek znajduje się powyżej górnej granicy lasu. Pokrywają go alpejskie hale, które podobnie jak szereg rozległych polan w niższych położeniach (zwłaszcza na wschodnich stokach) wykorzystywane są od wielu wieków jako pastwiska dla bydła.

## Znaczenie geodezyjne
Specyficzne położenie szczytu na przedpolu Alp Fryburskich, w pewnym oddaleniu od wyższych gór, a także kształtny, stożkowaty, niezalesiony wierzchołek, od dawna stosunkowo łatwo dostępny dzięki pasterskim dóżkom zadecydowały już w 1811 r. o umieszczeniu na nim znaku triangulacyjnego, który w ciągu kolejnych 12 lat był używany w pracach triangulacyjnych przedsiębranych przez kantony Vaud i Berno. W 1836 r. umieszczono na szczycie reper i specjalny obelisk do obserwacji astronomicznych. W latach 1836–1842 tutejszy punkt znalazł się w sieci triangulacyjnej kantonu fryburskiego, a pomiary przeprowadzone przez F. Lutharda zostały wykorzystane przy tworzeniu przez gen. G. H. Dufora pierwszej nowoczesnej mapy topograficznej Konfederacji w podziałce 1 : 100 000.
W 1864 r. na szczycie postawiono pierwszy drewniany triangul, wymieniany później na nowy w latach 1875 i 1890. W 1868 r. szwajcarska komisja geodezyjna zaliczyła ten punkt do „Szwajcarskiej sieci geodezyjnej 1. rzędu”. W 1903 r. punkt był wykorzystany w trakcie prac tzw. triangulacji federalnej (MN03), której wyniki stanowią do dziś podstawę do wszystkich dalszych prac tego rodzaju w kraju. W 1905 r. ustawiono na szczycie żelazny obelisk, a w 1936 r. stary reper zastąpiono nowym (obecnym). W latach 1912–1917 prowadzone były, oparte m.in. na tutejszym punkcie, prace przy tworzeniu sieci triangulacyjnej kantonu Fryburg 2. i 3. rzędu. W 1994 r. punkt został objęty nową, ogólnokrajową triangulacją (MN95) opartą na pomiarach satelitarnych.

## Ośrodek narciarski
Ze względu na korzystne warunki terenowe i śniegowe góra już w latach międzywojennych przyciągała wielu narciarzy. W 1934 r. zainstalowano tutaj pierwszy zaczepowy wyciąg narciarski, napędzany silnikiem spalinowym z ciężarówki. W 1946 r. nowy wyciąg, zbudowany z inicjatywy inżyniera M. Béda Hefti, zaczął wywozić narciarzy na sam szczyt góry. W latach 80. XX w. kompleks posiadał już kolej krzesełkową (krzesełka 2-osobowe), 7 wyciągów narciarskich oraz 20 km tras zjazdowych, z czego 2 km sztucznie naśnieżane. W 2013 r. nowy „télémixte” (na jednej linie krzesełka 4-osobowe i kabiny 8-osobowe) o przepustowości 1500 osób na godzinę i czynny również w lecie, zastąpił trzy stare instalacje. Jego dolna stacja leży na wysokości 1003 m n.p.m., górna – na wysokości 1635 m n.p.m. Parking przy dolnej stacji może pomieścić 350 samochodów osobowych. Dysponentem ośrodka jest „Société des remontées mécaniques de La Berra” z miejscowości La Roche.